# Karen Furneaux
Karen Furneaux (Halifax, 23 de diciembre de 1976) es una deportista canadiense que compitió en piragüismo en la modalidad de aguas tranquilas.
Ganó nueve medallas en el Campeonato Mundial de Piragüismo entre los años 1997 y 2009. En los Juegos Panamericanos de 1999 consiguió dos medallas de oro.

## Palmarés internacional
| Campeonato Mundial   | Campeonato Mundial | Campeonato Mundial | Campeonato Mundial |
| Año                  | Lugar              | Medalla            | Competición        |
| -------------------- | ------------------ | ------------------ | ------------------ |
| 1997                 | Dartmouth (Canadá) | Medalla de plata   | K4 200 m           |
| 1998                 | Szeged (Hungría)   | Medalla de oro     | K2 200 m           |
| 1999                 | Milán (Italia)     | Medalla de plata   | K2 500 m           |
| 2001                 | Poznań (Polonia)   | Medalla de oro     | K1 200 m           |
| 2005                 | Zagreb (Croacia)   | Medalla de plata   | K1 500 m           |
| 2005                 | Zagreb (Croacia)   | Medalla de bronce  | K1 200 m           |
| 2005                 | Zagreb (Croacia)   | Medalla de bronce  | K1 1000 m          |
| 2006                 | Szeged (Hungría)   | Medalla de bronce  | K1 200 m           |
| 2009                 | Dartmouth (Canadá) | Medalla de bronce  | K1 4 × 200 m       |
| Juegos Panamericanos |                    |                    |                    |
| Año                  | Lugar              | Medalla            | Competición        |
| 1999                 | Winnipeg (Canadá)  | Medalla de oro     | K1 500 m           |
| 1999                 | Winnipeg (Canadá)  | Medalla de oro     | K4 500 m           |